# Ta fa likit
Pour plus de détails, voir Fiche technique et Distribution.
Ta fa likit (thaï : ท้าฟ้าลิขิต) est un film thaïlandais réalisé par Oxide Pang, sorti en 1997.

## Synopsis
Wan et Jiap sont fiancés et très amoureux l'un de l'autre. Wan est une bouddhiste très croyante. Elle va souvent au temple. Jiap est peu croyant. Un jour, alors qu'ils viennent de visiter la grotte de Khao Luang et son temple bouddhique de Tham Khao Luang près de Phetchaburi, Wan est renversée par une voiture. Elle est amenée à l'hôpital et ses chances de survie sont minces. Jiap retourne à Tham Khao Luang pour demander à Bouddha de protéger Wan, sa fiancée qui n'a jamais fait de mal aux autres. Un bonze surgit mystérieusement et lui explique que Wan est liée à son karma et que dans sa vie antérieure elle était un voleur qui avait assassiné cinq personnes. Jiap doit donc sauver la vie de cinq personnes pour que sa fiancée revienne à la vie. La première personne que doit sauver Jiap est un policier qui s'apprête à miser 300 000 bahts sur un cheval archi-favori mais qui finalement va perdre. S'il ne parvient pas à le dissuader de parier, le policier sera ruiné et se suicidera. Une course contre la montre est engagée...

## Fiche technique
- Titre original : ท้าฟ้าลิขิต (Ta fa likit)
- Titre anglais : Who Is Running?
- Réalisateur : Oxide Pang
- Scénariste : Oxide Pang
- Pays : Thaïlande
- Genre : bouddhiste, action, thriller
- Durée : 105 minutes
- Date de sortie : 1997

## Distribution
- Sanya Kunakorn (สัญญา คุณากร) : Jiap
- Nattarika Thumpridanun (ณัฐริกา ธรรมปรีดานันท์) : Wan
- Suchuo Pongwilai (สุเชาว์ พงษ์วิไล) :
- Vichitra Triyakul  :
- Yawtchai Phaikhayaat :

## Autour du film
Jiap reçoit le journal du lendemain : cette idée rappelle la série américaine Demain à la une diffusée à l'époque à la télévision et aussi le film C'est arrivé demain de René Clair.
Le film Ta fa likit n'a eu aucun succès lors de sa diffusion en Thaïlande mais il a attiré l'attention du meneur de la nouvelle vague du cinéma thaïlandais Nonzee Nimibutr qui produira Bangkok Dangerous (1999), le premier film en commun des frères Pang.